# فهرست نمایندگان مجلس شورای ملی

## فهرست‌ها

### بر پایه دوره
- فهرست نمایندگان دوره نخست مجلس شورای ملی
- فهرست نمایندگان دوره دوم مجلس شورای ملی
- فهرست نمایندگان دوره سوم مجلس شورای ملی
- فهرست نمایندگان دوره چهارم مجلس شورای ملی
- فهرست نمایندگان دوره پنجم مجلس شورای ملی
- فهرست نمایندگان دوره ششم مجلس شورای ملی
- فهرست نمایندگان دوره هفتم مجلس شورای ملی
- فهرست نمایندگان دوره هشتم مجلس شورای ملی
- فهرست نمایندگان دوره نهم مجلس شورای ملی
- فهرست نمایندگان دوره دهم مجلس شورای ملی
- فهرست نمایندگان دوره یازدهم مجلس شورای ملی
- فهرست نمایندگان دوره دوازدهم مجلس شورای ملی
- فهرست نمایندگان دوره سیزدهم مجلس شورای ملی
- فهرست نمایندگان دوره چهاردهم مجلس شورای ملی
- فهرست نمایندگان دوره پانزدهم مجلس شورای ملی
- فهرست نمایندگان دوره شانزدهم مجلس شورای ملی
- فهرست نمایندگان دوره هفدهم مجلس شورای ملی
- فهرست نمایندگان دوره هجدهم مجلس شورای ملی
- فهرست نمایندگان دوره نوزدهم مجلس شورای ملی
- فهرست نمایندگان دوره بیستم مجلس شورای ملی
- فهرست نمایندگان دوره بیست و یکم مجلس شورای ملی
- فهرست نمایندگان دوره بیست و دوم مجلس شورای ملی
- فهرست نمایندگان دوره بیست و سوم مجلس شورای ملی
- فهرست نمایندگان دوره بیست و چهارم مجلس شورای ملی

### بر پایه حوزه
- نمایندگان آستارا در مجلس شورای ملی
- نمایندگان اصفهان در مجلس شورای ملی
- نمایندگان الیگودرز در مجلس شورای ملی
- نمایندگان بابل در مجلس شورای ملی
- نمایندگان بندر انزلی در مجلس شورای ملی
- نمایندگان تبریز در مجلس شورای ملی
- نمایندگان تهران در مجلس شورای ملی
- نمایندگان رشت در مجلس شورای ملی
- نمایندگان شیراز در مجلس شورای ملی
- نمایندگان فردوس و طبس در مجلس شورای ملی
- نمایندگان فومن در مجلس شورای ملی
- نمایندگان قم در مجلس شورای ملی
- نمایندگان لارستان در مجلس شورای ملی
- نمایندگان لاهیجان در مجلس شورای ملی
- نمایندگان لنگرود در مجلس شورای ملی
- نمایندگان مازندران در مجلس شورای ملی
- نمایندگان طوالش در مجلس شورای ملی